# Tipula cristata
Tipula cristata är en tvåvingeart som beskrevs av Alexander 1945. Tipula cristata ingår i släktet Tipula och familjen storharkrankar.
Artens utbredningsområde är Venezuela. Inga underarter finns listade i Catalogue of Life.